# ماركو ميتروفيتش
ماركو ميتروفيتش هو لاعب كرة قدم صربي في مركز الوسط، ولد في 8 يوليو 1978 في بلغراد في صربيا. لعب مع النجم الأحمر بلغراد وإف كي أتيراو ونادي أستانا ونادي فاساس.

## وصلات خارجية
- ماركو ميتروفيتش على موقع قاعدة بيانات كرة القدم.إي يو (الإنجليزية)
- ماركو ميتروفيتش على موقع Soccerway.com (الإنجليزية)
- ماركو ميتروفيتش على موقع عالم كرة القدم.نت (الإنجليزية)